# Анаталь
Анаталь (нім. Ahnatal) — громада в Німеччині, знаходиться в землі Гессен. Підпорядковується адміністративному округу Кассель. Входить до складу району Кассель.
Площа — 18,03 км2. Населення становить 8021 ос. (станом на 31 грудня 2020).